# Lucanobium guianense
Lucanobium guianense là một loài bọ cánh cứng trong họ Lucanidae. Loài này được Paulsen mô tả khoa học năm 2011.